# 中日そば
中日そば（ちゅうにちそば）は高知県香南市で食べられている麺料理。
1952年ごろ、香美郡赤岡町（後の香南市赤岡町）の商店街にはラーメンやうどんを出す店が数軒あったが、ある店主がラーメンのスープを作る手間を省くためうどんスープに中華麺を入れることを試みたのが始まりとされる。また、お好み焼き屋でうどんを注文された際に、うどん麺は仕入れていなかったため、焼きそば用の中華麺で代用したことから誕生したという説もある。
調理が簡単なため、飲食店だけでなく、家庭でも作られるようになるが、ラーメンやうどんと比べた場合はランクが下がる簡便食、おやつとしての食べ物のあつかいであった。
名称についても2つの説がある。中華麺は中国で、うどんスープが日本からそれぞれ一文字ずつ取って「中日」とした説。ラーメンの代用品として作られた料理であるため、中華そばと言い切ることに抵抗があったため、中日そばと名前を変えたとする説。
時代を経て、商店街からは客足が遠のき、中日そばを提供する店も減少していったが、2011年に香南市内の飲食店主ら有志が「ちゅうにち同盟」を結成し、提供と普及に努めている。
2022年3月に文化庁の100年フード「未来の100年フード部門」に認定された。